# Sound City Players
I Sound City Players sono stati un supergruppo musicale formato dal frontman dei Foo Fighters ed ex-batterista dei Nirvana Dave Grohl. Il gruppo consiste in una collaborazione di Grohl con grandi nomi della scena musicale, quali Krist Novoselic (suo ex-compagno nei Nirvana), Corey Taylor degli Slipknot, Trent Reznor dei Nine Inch Nails, Josh Homme dei Queens of the Stone Age, Rick Nielsen dei Cheap Trick e Paul McCartney dei The Beatles.

## Storia del gruppo
Le prime parole pubbliche relative ai Sound City giunsero quando Paul McCartney si esibì con i restanti membri dei Nirvana Dave Grohl, Krist Novoselic e Pat Smear dal vivo al 12-12-12: The Concert for Sandy Relief a New York. Insieme eseguirono per la prima volta il brano Cut Me Some Slack. Più tardi Grohl rivelò i suoi piani per il film Sound City, da lui diretto, e la relativa colonna sonora. McCartney e i restanti membri dei Nirvana eseguirono il brano per una seconda volta la settimana seguente al Saturday Night Live.
Successivamente Grohl decise di formare i Sound City Players con molti dei musicisti apparsi nel film Sound City relativo alla recente chiusura degli Sound City Studios di Van Nuys, California, e il debutto ufficiale del gruppo avvenne il 18 gennaio 2013 al Sundance Film Festival di Park City, Utah.
Grohl e diversi membri del gruppo, tra cui Stevie Nicks alla voce, apparvero alla trasmissione televisiva Late Night with David Letterman il 14 febbraio 2013, mentre il 5 e il 7 marzo 2013 i Sound City Players fecero la loro apparizione rispettivamente al Jimmy Kimmel Live! e all'Ellen. Il 14 marzo 2013 il gruppo eseguì il suo ultimo concerto al SXSW Festival.

## Formazione nei tour
Diversi musicisti si sono esibiti dal vivo nei concerti come Sound City Players. Questi musicisti includono:
- Dave Grohl
- Krist Novoselic
- Pat Smear
- Taylor Hawkins
- Nate Mendel
- Chris Shiflett
- Rami Jaffee
- Alain Johannes
- Jessy Greene
- Chris Goss
- John Fogerty
- Lee Ving
- Stevie Nicks
- Rick Nielsen
- Rick Springfield
- Corey Taylor
- Brad Wilk
- Robert Levon Been
- Peter Hayes

## Discografia
- 2013 – Sound City: Real to Reel